# Botorrita II

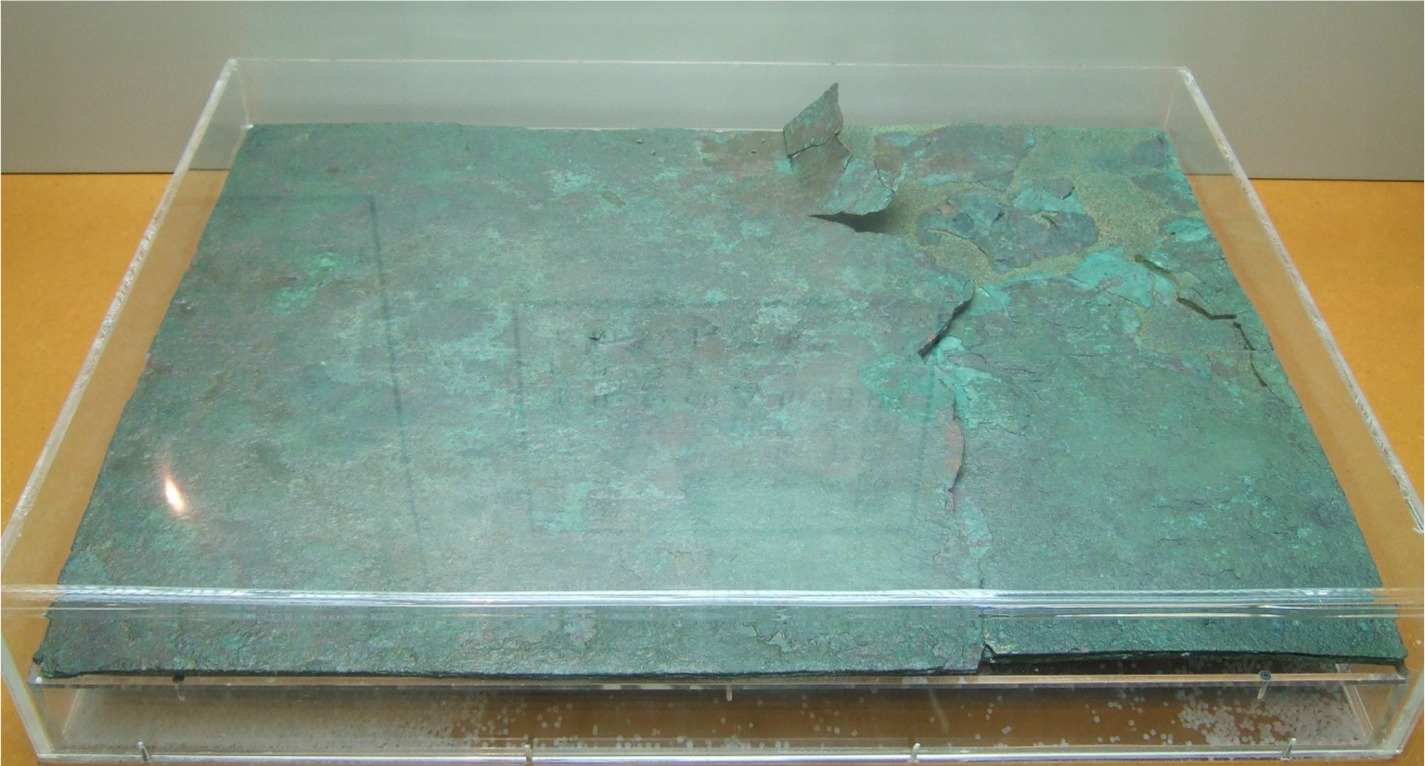
Plaque de Botorrita III (Musée de Saragosse)

Botorrita II est une plaque de bronze découverte en 1979 à Botorrita (Contrebia Belaisca). C'est la troisième plaque des plaques de Botorrita. Elle est datée entre les IIIe et Ier siècle av. J.-C..
Le texte est en écriture celtibère et en langue celtibère, langue celtique parlée par les Celtibères. Il rapporte des décisions prises par les autorités publiques de Contrebia Belaisca. Cette plaque est tellement corrodée que la lecture n'est possible qu'a l'aide de rayons X. Le texte, qui se trouve sur une seule des faces, est organisé de la façon suivante :
- deux lignes supérieures,
- Lle corps du texte organisé en quatre colonnes ; les trois premières comptent soixante lignes, la quatrième, quarante.

## Lecture

### Lignes supérieures
- 01 : risatioka : lestera[:]ia : tarakuai : nouiz : auzanto
- 02 : eskeninum : taniokakue : soisum : albana

### Corps du texte
| 1.1: skirtunos : tirtanikum : l       | 2.1: sekanos < : > kolukokum : lukinos            | 3.1: testios : turumokum                   | 4.1: kainu : tirtobolokum           |
| 1.2: kontuzos : turos                 | 2.2: tirtanos                                     | 3.2: elku : suolakue                       | 4.2: stenion. : turikainos          |
| 1.3: retukenos : statulu              | 2.3: kentiskue : loukaniko < : > uiriaskum        | 3.3: tirtanikum : uiriaskum : mel          | 4.3: bolora : kentiskue : melmanzos |
| 1.4: mezukenos : koitina              | 2.4: mezukenos : turanikum                        | 3.4: kinbiria : kentiskue : turikum        | 4.4: tiokenesos : uiriaskum         |
| 1.5: tueizu : uiroku                  | 2.5: elu : uiriaskum : launiku<e>                 | 3.5: toloku : koitinakue : austunikum      | 4.5: kalaitos : mturiskum           |
| 1.6: munika : koitu : koitina         | 2.6: likinos : uiskikum                           | 3.6: stenu : bentilikum                    | 4.6: burzu : karunikum              |
| 1.7: sekilos : toutinikum : me.       | 2.7: letontu : auaskum                            | 3.7: burzu : bentilikum : ultatunos        | 4.7: burzu : abilikum : elazuno     |
| 1.8: ultia : uiriaskum : mel          | 2.8: kasilos : atokum                             | 3.8: koloutios : biniskum                  | 4.8: litu : makeskokum              |
| 1.9: sura : matulokum                 | 2.9: usizu : abokum : titos                       | 3.9: antiokos : uiriaskum : melm           | 4.9: mezukenos : kalisokum          |
| 1.10: elkua : raiokum                 | 2.10: burzu : kulukamikum                         | 3.10: elazunos : kaburikum                 | 4.10: koitina : tirikantanko        |
| 1.11: buria : batokum                 | 2.11: akuia : sekiloskue : tirilokum              | 3.11: arkanta : mezukenoskue : abokum      | 4.11: esueiku : atesikum            |
| 1.12: belsa : alasku[m] : mem         | 2.12: mezukenos : akikum : memun                  | 3.12: arkanta : loukanikum                 | 4.12: kalaitos : kustikum           |
| 1.13: elkua : ensikum : seko          | 2.13: akuia : alaskum : memunos                   | 3.13: stena : ensikum : skirtunos          | 4.13: antiokos : kustikum           |
| 1.14: sekontios : loukanikum : aiu    | 2.14: terkinos : austikum : eskutino              | 3.14: burzu : betaskum                     | 4.14: kabutu : abokum               |
| 1.15: sura : uiriaskum : mel          | 2.15: koitina : abokum : useizunos                | 3.15: koitu : samikum : melmanzo           | 4.15: anu : uiriaskum               |
| 1.16: stena : muturiskum : tirtu.     | 2.16: tirtouios : turumokum                       | 3.16: sekontios : ubokum                   | 4.16: kalaitos : muturiskum         |
| 1.17: sleitiu : karunikum : le        | 2.17: elaukos : bentikum : rotenanko              | 3.17: barnai : ensikum : skirtunos         | 4.17: akuia : albinokum             |
| 1.18: retukenos : ensikum             | 2.18: elkuanos : muturiskum                       | 3.18: tetu : loukanikum                    | 4.18: balakos : sekonzos            |
| 1.19: letontu : atokum                | 2.19: terkinos : telazokum                        | 3.19: stena : uiriaskum                    | 4.19: kara : kalatokum              |
| 1.20: bilinos : austikum              | 2.20: akuia : statu : turaku : tueizunostetoku<m> | 3.20: toloku : uiriaskum                   | 4.20: arkanta : mailikum            |
| 1.21: belsu : uiriaskum               | 2.21: mezukenos : elazunos                        | 3.21: arkanta : teiuantikum : tirtunos     | 4.21: elazunos : albinokum          |
| 1.22: sekonzos : uiriaskum : me       | 2.22: tirtukue : ailokiskum                       | 3.22: mizuku : tirtobolokum                | 4.22: bubilibor : uiriaskum         |
| 1.23: burzu : teiuantikum             | 2.23: sekilos : mailikum                          | 3.23: retukeno : elkueikikum               | 4.23: usizu : uiriaskum             |
| 1.24: bulibos : turumokum : ultu      | 2.24: letontu : ustitokum                         | 3.24: kentisum : tuateroskue               | 4.24: retukenos : telkaskum         |
| 1.25: letontu : mailikum              | 2.25: turenta : kentiskue : ataiokum              | 3.25: abaliu : berikakue : suaikinokum     | 4.25: .ria : belsu                  |
| 1.26: burzu : auikum                  | 2.26: koitina : uerzaizokum : kalmikum            | 3.26: uiroku : konikum : statulos          | 4.26: toloku : kurmiliokum          |
| 1.27: melmanios : uiriaskum           | 2.27: elkuanos : kunikum                          | 3.27: aunia : beskokum                     | 4.27: anieskor : talukokum          |
| 1.28: karbelos : turumokum : ulta     | 2.28: launikue : uiriaskum                        | 3.28: bilonikos : elokum : elkinos         | 4.28: s.[...] < : > alikum          |
| 1.29: likinos : uerzaizokum : mem     | 2.29: koitu : uerzaizokum : aias                  | 3.29: mezukenos : tirtobolokum             | 4.29: elkueiz : akikum              |
| 1.30: koitu : mailikum                | 2.30: snaziuentos : ataiokum                      | 3.30: akuios : alikum                      | 4.30: raieni : uizuskikum           |
| 1.31: akuios : tetokum                | 2.31: tais : uiriaskum                            | 3.31: tiriu : uiriaskum                    | 4.31: urkala : austunikum           |
| 1.32: saluta : uizuskikum             | 2.32: basaku : uiriaskum                          | 3.32: turtunazkue : kazarokuu              | 4.32: tama : ataiokum               |
| 1.33: burzu : uiskikum : les          | 2.33: kalaitos                                    | 3.33: sleitiu : totinikum                  | 4.33: retukenos : kustikum          |
| 1.34: ana : uerzaizokum : atu         | 2.34: koitinakue : uiriraskum                     | 3.34: munika : ensikum : skirtunos         | 4.34: bilosban : betikum            |
| 1.35: sanion : baatokum               | 2.35: likinos : ataiokum                          | 3.35: sekontios : uiriaskum                | 4.35: koitina : kankaikiskum        |
| 1.36: niskekue : babokum              | 2.36: sa[...]i < : > kaburikum : memun            | 3.36: sura : suaikinokum                   | 4.36: likinos : kuezontikum         |
| 1.37: biurtilaur : alaskum            | 2.37: kares : .ruaku : korkos                     | 3.37: koitina : suoli.kum                  | 4.37: munika : uerzaizokum          |
| 1.38: bini                            | 2.38: to[..]r.tetokum : kekas : ko                | 3.38: bilir. < : > turtuntakue : telkaskum | 4.38: terkinos : turanikum          |
| 1.39: rusku : uiriaskum : kentisku<e> | 2.39: aureiaku                                    | 3.39: elu < : > karbilikum                 | 4.39: teuzesi : kustikum            |
| 1.40: or..bilos : likinoskue          | 2.40: tuate.eskue : uiriaskum                     | 3.40: terkinos : atokum : launikue         | 4.40: kaukirino                     |
| 1.41: abo..kum                        | 2.41: burzu : babouikum                           | 3.41: mizuku : telkaskum                   |                                     |
| 1.42: abu..akuiakue : araiokum        | 2.42: koitu : kuinikum : tirtunos                 | 3.42: melmantama : bentilikum              |                                     |
| 1.43: alu : aiukue : araiokum         | 2.43: [.....] : loukanikum : tirtunos             | 3.43: markos : kalisokum                   |                                     |
| 1.44: kalos : telkaskum               | 2.44: toloku : kalisokum : atinos                 | 3.44: arkanta : toutinikum                 |                                     |
| 1.45: elazuna : loukanikum            | 2.45: tarkunbiur                                  | 3.45: tolokunos : ke : kalisokum           |                                     |
| 1.46: mezukenos : loukanikum          | 2.46: bibalos : atokum : tirtano                  | 3.46: sura : ensikum : melman < : > ba (?) |                                     |
| 1.47: burzu : tirtobolokum            | 2.47: sikeia : beteriskum                         | 3.47: usama : abaloskue : karunikum        |                                     |
| 1.48: sleitiu : makeskokum            | 2.48: sekontios : turumokum : ultatun             | 3.48: elazuna : balaisokum                 |                                     |
| 1.49: iunsti.[.] : uiriaskum          | 2.49: tekos : konikum                             | 3.49: likinos : turumokum : ti             |                                     |
| 1.50: tioken.s : uiriaskum            | 2.50: bartiltun : ekarbilos                       | 3.50: tueizunos : binis.kum                |                                     |
| 1.51: uiroku : turumokum              | 2.51: munika < : > elkuakue : koitinas            | 3.51: bilonikos : ensikum                  |                                     |
| 1.52: mizuku : retukenos : tirtanos   | 2.52: terkinos : toutinikum : leton               | 3.52: ebursunos : mailikinokum             |                                     |
| 1.53: munikakue : uiriaskum           | 2.53: katunos : burikounikum                      | 3.53: arkanta : ailokiskum                 |                                     |
| 1.54: burzu : atokum                  | 2.54: elazuna : ukulikum                          | 3.54: suros : alikum                       |                                     |
| 1.55: aualos : kortikos               | 2.55: keka : kabelaikiskum                        | 3.55: ultinos : amakue : uiriaskum         |                                     |
| 1.56: amu : kankaikiskum              | 2.56: munika : tolisokum : tirtun                 | 3.56: babos : kentiskue : uiriaskum        |                                     |
| 1.57: kaiaitos : litukue : abokum     | 2.57: elazuna : ensikum : turo                    | 3.57: turaios : litanokum : kurmilokum     |                                     |
| 1.58: aba : muturiskum                | 2.58: sekonzos : bentikum                         | 3.58: launikue : uiriaskum                 |                                     |
| 1.59: barnai : turumokum : tirs       | 2.59: tokiosar : ensikum                          | 3.59: kari : uiriaskum                     |                                     |
| 1.60: mezukenos : abokum : turo       | 2.60: akuia : abokum : letontunos                 | 3.60: kuintitaku : mailikinokum            |                                     |